# Koud geserveerd
Koud geserveerd is de 58ste aflevering van VTM's politieserie Zone Stad. De aflevering werd in Vlaanderen voor het eerst uitgezonden op 5 april 2010.

## Verhaal
Een onherkenbare pizzaboy levert geen pizza's, maar slaat op verschillende plaatsen genadeloos toe. Het Zone Stad team gaat op zoek naar deze wraakzuchtige pizzaboy. De zoektocht blijkt ingewikkelder dan verwacht. Jeanine, de moeder van Tom, heeft een nieuwe aanbidder, Marcel. Tom vertrouwt Marcel niet en ontdekt zelfs rechtstreekse links tussen Marcel en de 'pizza-aanslagen'. Binnen 1 week is Lucas terug in het land. Kathy durft Lucas niet vertellen over de scheiding en haar relatie met Tom. Ondertussen wordt Dani gek van jaloezie. Mike heeft heel wat geld bijverdiend en betaalt vlotjes de schoolreis van Els haar zoon. Hoe is hij zo snel aan dat geld geraakt?

## Gastrollen
- Door Van Boeckel - Sylvain Bosteels
- Marc Peeters - Willy Peeters
- Matteo Simoni - Kevin Peeters
- Ludo Hellinx - Marcel
- Paul Codde - Garagist
- Raoulf Hadj - Fouar Benzakour (Niet geregistreerd)
- Hans Van den Stock - Herman De Bruin (Niet geregistreerd)
- Guido Sterkendries - Berre Verdonck (Niet geregistreerd)
- Hilda Vleugels - buurvrouw (Niet geregistreerd)